# Hypolepis flaccida
Hypolepis flaccida là một loài dương xỉ trong họ Dennstaedtiaceae. Loài này được W.J. Rob. mô tả khoa học đầu tiên.